# Oret
Oret (grč. ̓Οροίτης: Oretos ili Oroetes) je bio perzijski plemić kojeg je 540. pr. Kr. na mjesto satrapa Sarda odnosno pokrajine Lidije postavio Kir Veliki, osnivač Perzijskog Carstva. Oret je u povijesti ostao upamćen po Herodotovoj priči o pogubljenju Polikrata, tiranina s otoka Samosa.

## Povijesni izvori
Jedini povijesni dokumenti koji spominju Oreta su Herodotove priče iz njegove treće knjige „Povijesti“. Grčki povjesničar pripovjeda dvije priče o Oretu; o pogubljenju Polikrata i padu samog Oreta.

## Politički život

### Priča o Polikratu
Prema Herodotu, Polikrat je bio prvi Grk koji je planirao dominaciju Egejskim morem, odnosno osvajanje Jonije i okolnih otoka. Bio je vrlo uspješan u svojem naumu, navodno „blagoslovljen od bogova“; Herodot piše angegdotu kako je Polikrat bacio dragocijeni prsten u more, nakon čega je od jednog ribara dobio upecanu ribu za poklon u čijoj su utrobi našli taj isti prsten. Njegov prijatelj i saveznik, egipatski kralj Amazis II. upozoravao ga je kako će čovjek tolike sreće jednom biti kažnjen od bogova, zbog čega je navodno prekinuo savez s Polikratom.
Kralj Amazis II. očito je imao dobar predosjećaj; otprilike u isto vrijeme (srpanj 522. pr. Kr.) kada je umro perzijski vladar Kambiz II., lidijski satrap Oret pozvao je Polikrata u Sard. Unatoč upozorenjima svojih vračeva i kćeri koja je sanjala svoga oca „u zraku gdje ga pere Zeusova kiša i pomazuju sunčane zrake Helija“, Polikrat je odlučio otići u Sard. Tamo ga je Oret dao pogubiti i razapeti, zbog čega su njegovo tijelo zaista oprale kiše i obasjale sunčane zrake, zbog čega se san njegove kćeri obistinio.
Ova Herodotova priča govori o promjenjivosti ljudske sreće, odnosno kako bogovi kažnjavaju one koji su previše sretni. Ipak, stvarni događaj može biti potpuno drugačiji. Naime, Polikrat sa Samosa je izgradio veliku mornaricu koju je financirao egipatski vladar, budući kako je vidio Polikrata kao saveznika u borbama protiv Perzijskog Carstva. Egipćani su također unajmljivali mornare iz Karije, koja nije daleko od otoka Samosa. Godine 525. pr. Kr. perzijski vladar Kambiz II. osvaja Egipat, nakon čega Polikrat ostaje bez svog glavnog izvora financija. Istovremeno, Oret nudi Polikratu zlato i srebro zbog čega se ovaj odlučio priključiti Perzijancima. Pravi motivi zbog čega je Oret dao pogubiti Polikrata su nepoznati, no neki povjesničari pretpostavljaju kako je Oret sumnjao u Polikratovu lojalnost, odnosno kako je ubojstvo naredio sam Kambiz II. Drugi pak tvrde kako je Oret bio razočaran vladarevom politikom pa mu je tim ubojstvom želio napakostiti.

### Pad Oreta
Kompleksnost objašnjenja Oretovih postupaka prema Polikratu i samog pada predstavljaju politički nemiri u Perzijskom Carstvu u to vrijeme. Naime, godine 522. pr. Kr. kada je Kambiz II. vodio ekspedicije u Africi na perzijsko prijestolje stupa medijski uzurpator Gaumata koji se predstavljao kao Kambizov brat Smerdis, koji je potajno ubijen nekoliko godina ranije. Kada je čuo za prevrat na kraljevskom dvoru, Kambiz II. krenuo se obračunati s lažnim kraljem, no prilikom puta pogiba zbog čega Gaumata nastavlja nesmetano vladati, sve dok ga nakon nekoliko mjeseci nije svrgnuo Darije Veliki u suradnji sa šest perzijskih plemića. U to doba diljem Perzijskog Carstva izbijaju pobune, zbog čega je Dariju trebalo godinu dana i 19 bitaka da povrati mir u svoje carstvo.
Herodot piše kako je Darije Veliki dao pogubiti Oreta, a kao razlozi navode se njegovo odbijanje da pošalje vojsku Dariju, ili kako se sam pobunio protiv novog vladara. Ipak, na Darijevim Behistunskim natpisima Oret se ne spominje u kontekstu pobunjenika. Jedino što grčki povjesničar spominje jest kako je Bageos bio poslan od strane Darija u Sard, gdje je čitao kraljevu poruku Oretovim podanicima. Prvo je pročitao dio koji kaže „Perzijanci! Darije vam zabranjuje da služite Oreta!“, nakon čega su njegovi vojnici spustili koplja a kada je Begeos vidio kako nisu privrženi satrapu, s olakšanjem je pročitao i ostatak; „Darije kaže: Perzijanci u Sardu moraju ubiti Oreta!“, nakon čega je pogubljen. Pretpostavlja se kako je Oreta na mjestu lidijskog satrapa nasljedio upravo Bageos, a njega Otan koji je osvojio Samos i priključio ga Perzijskom Carstvu.

## Poveznice
- Perzijsko Carstvo
- Lidija
- Polikrat
- Darije Veliki

| Prethodnik:                        | Satrap Lidije (530-ih - 520. pr. Kr.) | Nasljednik:                  |
| Harpag (cca 544. - 530-ih pr. Kr.) | Satrap Lidije (530-ih - 520. pr. Kr.) | Bageos (520. - 517. pr. Kr.) |

## Vanjske poveznice
- Oroetus (Livius.org, Jona Lendering)  Arhivirana inačica izvorne stranice od 19. svibnja 2010. (Wayback Machine)
- Oret (Oroetes), AncientLibrary.com
- Oret (enciklopedija Britannica)
- Popis lidijskih satrapa (Livius.org, Jona Lendering)  Arhivirana inačica izvorne stranice od 6. ožujka 2009. (Wayback Machine)